# Ottawa Fury FC
L'Ottawa Fury FC era una società calcistica canadese con sede a Ottawa (Ontario). Il club è stato fondato nel 2005 e ha terminato la propria attività nel 2019. Il club ha gestito anche una sezione femminile, che ha partecipato alla USL W-League dal 2000 al 2014.

## Storia
Nel 2005 viene fondato l'Ottawa Fury Soccer Club, con lo scopo di partecipare all'USL Premier Development League, uno dei massimi campionati dilettantistici del nordamerica. In quattro occasioni la squadra centra la partecipazione ai play-off per il titolo, ma senza mai superare i quarti.
Nel 2014 la franchigia, rilevata dall'Ottawa Sports and Entertainment Group, viene ammessa alla NASL, il campionato di secondo livello nordamericano. In vista dell'ammissione al campionato superiore il nome del club si modifica in Ottawa Fury FC, e viene scelto come impianto casalingo l'appena rinnovato TD Place Stadium. Nelle stagioni 2015 e 2016 il Fury ha schierato la propria squadra giovanile nella Première Ligue de Soccer du Québec. Sempre nel 2015 il club ha raggiunto la finale per il titolo, persa contro i New York Cosmos.
Nel mese di ottobre del 2016 la società annuncia che dalla stagione seguente abbandonerà la NASL per giocare nella United Soccer League, lega che ha contestualmente conquistato lo status di seconda divisione. Sempre a partire dalla stagione 2017 la società ha firmato un accordo di affiliazione con l'Impact de Montréal, in base al quale nella squadra di Ottawa possono giocare i calciatori provenienti dal settore giovanile del club del Québec.
Con la nascita nel 2019 della Canadian Premier League, il nuovo campionato di massima divisione canadese, si è a lungo speculato sul possibile passaggio dei Fury al nuovo torneo. Nel settembre 2018 i proprietari del club hanno invece confermato la permanenza nella USL, nonostante la CONCACAF avesse affermato che fossero venute meno le circostanze eccezionali che permettevano l'iscrizione di un club di una federazione al campionato di un'altra federazione. Infatti l'Ottawa Fury, dopo la stagione 2019 nella quale conquista una buona qualificazione ai play-off, non ottiene più la ratifica della confederazione per giocare negli Stati Uniti: in un primo momento sospende temporaneamente la propria attività, per poi vendere i propri diritti di franchigia nella USL al Miami FC e sciogliersi definitivamente.

## Colori e simboli
I colori del club erano il nero e il rosso, colori tradizionali delle squadre sportive cittadine, come gli Ottawa RedBlacks di football canadese.
Lo stemma societario era uno scudo nero con in alto la denominazione "Ottawa Fury", e nella parte inferiore una fiamma rossa stilizzata.

## Strutture

### Stadio
L'Ottawa Fury giocava le partite casalinghe al TD Place Stadium, impianto da 24.000 posti reinaugurato nel luglio 2014, dopo un profondo lavoro di risistemazione.
L'impianto casalingo durante le stagioni nella USL PDL era il campo sportivo dell'Algonquin College, mentre per i primi sei mesi del 2014, durante i lavori al TD Place, la squadra ha giocato al Keith Harris Stadium.

## Società

### Organigramma societario
- Proprietario: Ottawa Sports and Entertainment Group (OSEG)
- Presidente: John Pugh
- Amministratore delegato: Bernie Ashie
- Capo dei servizi operativi: Mark Goudie[11]

### Sponsor
| Fornitore tecnico - 2005-2013 Sconosciuto - 2014-2015 Admiral Sportswear - 2016-2019 Adidas | Sponsor maglia - 2005-2013 Sconosciuto - 2014-2015 The Heart & Crown Irish Pubs - 2016-2019 Chartwells |

## Allenatori
Sono stati dieci gli allenatori ad aver occupato la panchina dell'Ottawa Fury.
- 2005-2006  Colin McCurdy
- 2007  Chris Roth
- 2008-2009  Stephen O'Kane
- 2010  Carl Valentine
- 2011  Steve Payne (gen.-apr.)
 Klaus Linnenbruegger (apr.-dic.)
- 2012-2013  Stephen O'Kane
- 2014-2015  Marc Dos Santos
- 2016  Paul Dalglish
- 2017  Paul Dalglish (gen.-ago.)
 Julián de Guzmán (ago.-dic.)
- 2018-2019  Nikola Popovic

## Statistiche e record

### Partecipazioni ai campionati nazionali
| Livello | Categoria        | Partecipazioni | Debutto | Ultima stagione | Totale |
| ------- | ---------------- | -------------- | ------- | --------------- | ------ |
| 2º      | NASL             | 3              | 2014    | 2016            | 6      |
| 2º      | USL              | 2              | 2017    | 2018            | 6      |
| 2º      | USL Championship | 1              | 2019    | 2019            | 6      |
| 4º      | USL PDL          | 9              | 2005    | 2013            | 9      |

### Partecipazioni alle coppe nazionali
| Competizione          | Partecipazioni | Debutto | Ultima stagione |
| --------------------- | -------------- | ------- | --------------- |
| Canadian Championship | 6              | 2014    | 2019            |

## Media spettatori
Nella seguente tabella la media degli spettatori presenti allo stadio per le partite di stagione regolare.
| Stagione | Partite disputate | Totale spettatori | Media spettatori |
| -------- | ----------------- | ----------------- | ---------------- |
| 2005     | 8                 | 2.577             | 322              |
| 2006     | 8                 | 2.075             | 259              |
| 2007     | 8                 | 2.080             | 260              |
| 2008     | 8                 | 2.428             | 304              |
| 2009     | 8                 | 3.034             | 379              |
| 2010     | 8                 | 2.696             | 337              |
| 2011     | 8                 | 1.629             | 204              |
| 2012     | 8                 | 1.505             | 188              |
| 2013     | 7                 | 1.793             | 256              |
| 2014     | 14                | 62.883            | 4.492            |
| 2015     | 15                | 77.464            | 5.164            |
| 2016     | 16                | 87.717            | 5.482            |
| 2017     | 16                | 86.839            | 5.427            |
| 2018     | 17                | 80.778            | 4.752            |
| 2019     | 17                | 77.431            | 4.555            |